# Johannes Sambucus
Johannes Sambucus (n. 1 martie 1531, Trnava, Trnavský kraj, Slovacia – d. 13 iunie 1584, Viena, Monarhia Habsburgică) a fost un cărturar umanist, medic de curte al împăratului Maximilian al II-lea, editor al mai multor lucrări istorice. A studiat limbile clasice la Universitatea din Viena.

## Galerie de imagini

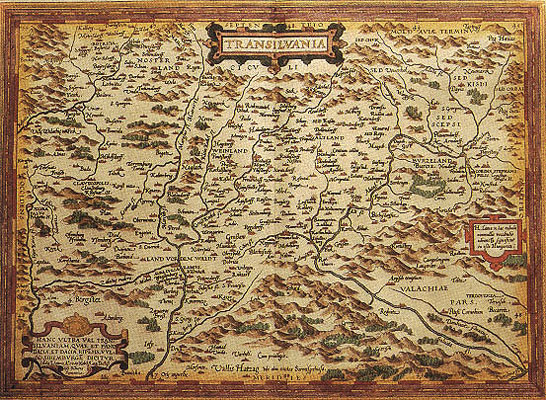
Harta Transilvaniei (1575)